# Păcat

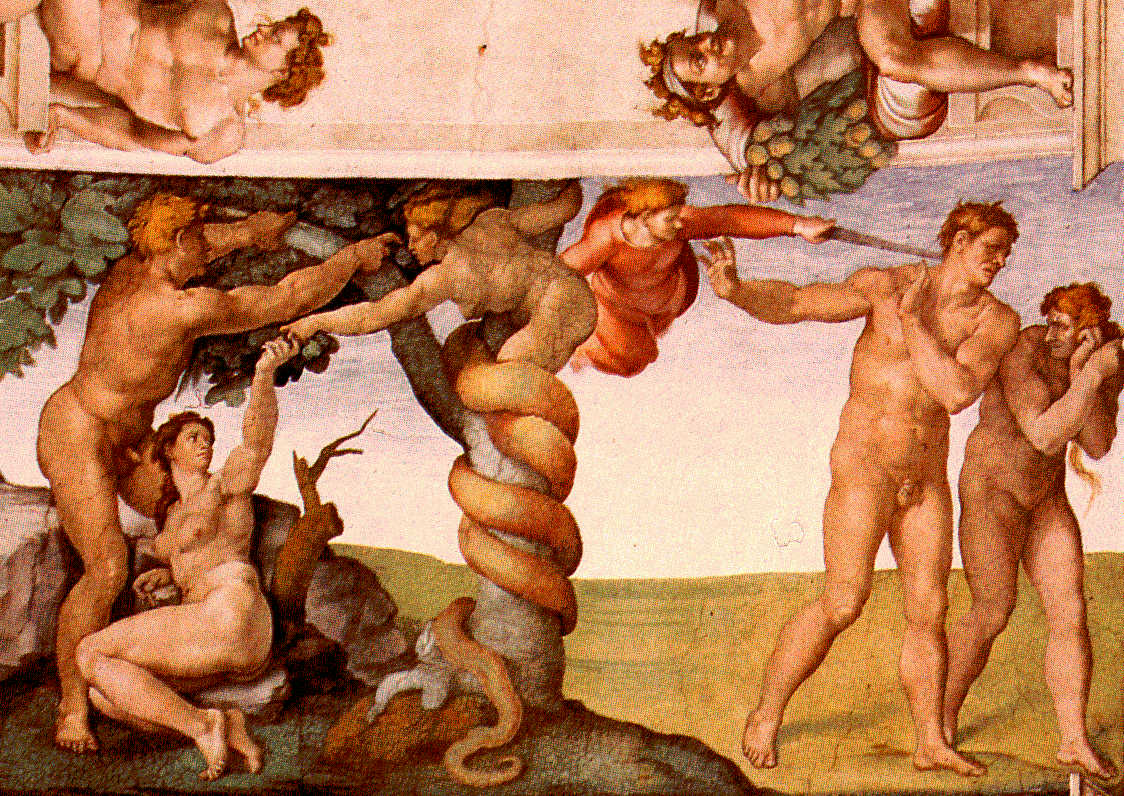
Adam și Eva păcătuiesc împotriva lui Dumnezeu mușcând din mărul ispitei

Păcatul (din latină peccatum) este un act, fapt, cuvânt, gând sau omisiune de a face binele, contrar a ceea ce o anume religie consideră drept voința lui Dumnezeu. Constă în călcarea unei legi sau a unei porunci bisericești, o abatere de la o normă religioasă, o fărădelege, o faptă vinovată, o greșeală, o vină. Păcatul înseamnă o încălcare a legilor lui Dumnezeu, o violare a legăturii cu el și cu aproapele.
În concepția religiei creștine, păcatul strămoșesc, denumit și păcat originar, este greșeala de a fi încălcat interdicția divină de a nu gusta din pomul cunoașterii binelui și răului, fapt care a atras alungarea neamului omenesc din rai și pierderea stării paradiziace. 
Din punct de vedere religios, un păcat trebuie să îndeplinească 2 condiții de bază:
- păcatul să fie săvârșit în mod voit, conștient
- păcatul să fie făcut de bună voie, nesilit de nimeni.

Un păcat considerat de biserică fundamental, și din care ar izvorî toate celelalte păcate, se numește păcat capital.

## Religii

### Bahá'í
În credința Bahá'í, oamenii sunt considerați ființe naturale perfecte și spirituale. Ființele omenești au fost create datorită dragostei inamizabile a lui Dumnezeu. Cu toate acestea, învățăturile Bahá'í compară inima omului cu o oglindă, care, în caz că este îndepărtată de lumina soarelui (adică de Dumnezeu), este incapabilă să primească dragostea lui Dumnezeu. 

### Budism
Autorul american Zen Brad Warner afirmă că în budism nu există conceptul de păcat. Asociația de Educație Buddha Dharma afirmă în mod expres că "Ideea păcatului sau a păcatului original nu are loc în budism”.

## Tradiția mesopotamiană
În mitologia mesopotamiană, Adamu (sau Addamu/Admu, sau Adapa) a fost judecat de un zeu pentru „păcatul de a detrona o divinitate”.